# Torks (peuple)

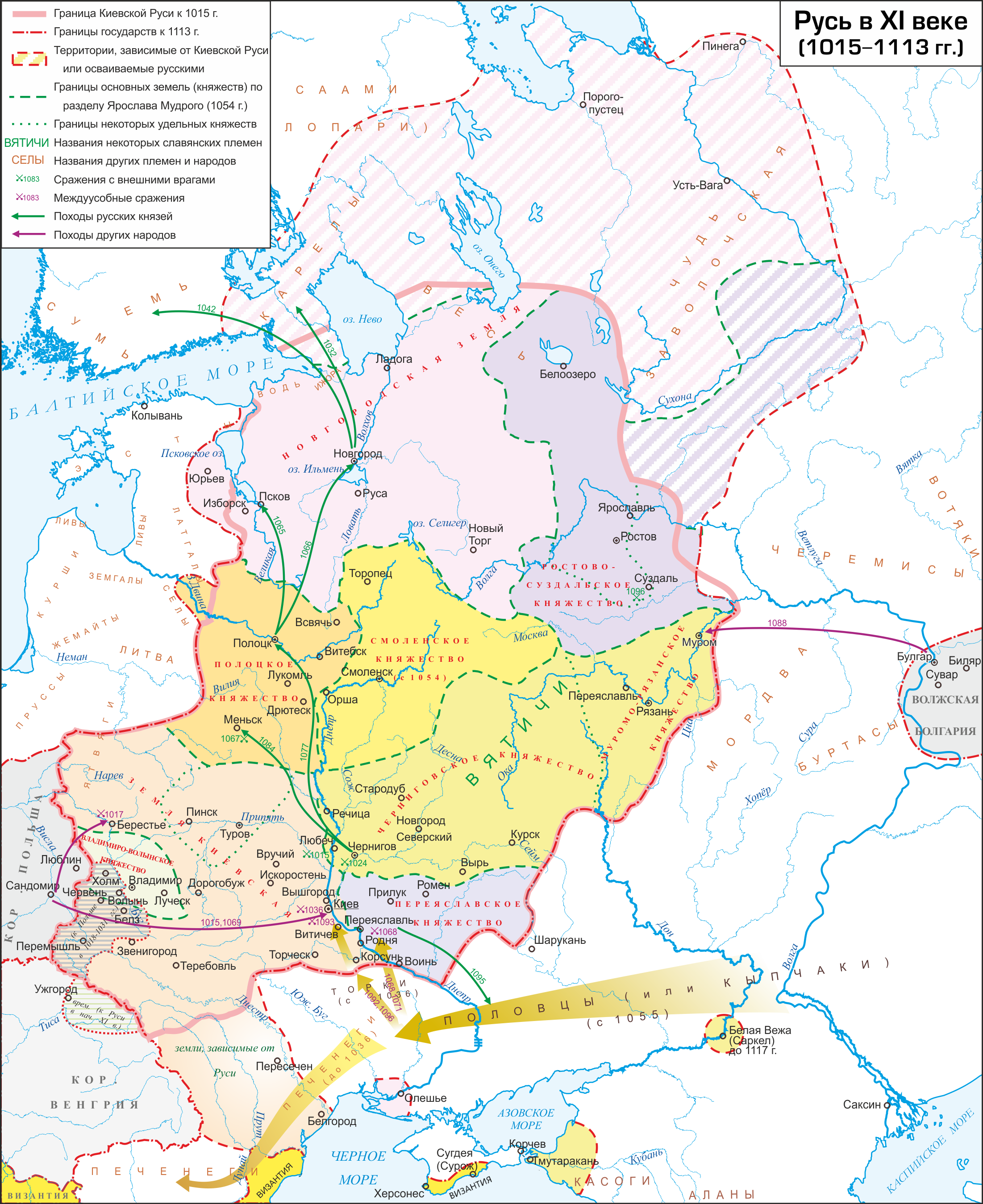
Les Torks au XIe siècle sont pris en tenaille entre les Petchénègues et les Coumans

Les Torks sont un peuple turc apparenté aux Oghouzes, ayant migré dans les steppes de la mer Noire ente les Xe siècle et XIIIe siècle.
En 985, des mercenaires torks ont pris part à la campagne du prince Vladimir Ier contre les Bulgares et les Khazars.
Au début du XIe siècle, sous la pression des Coumans à l'Est, les Torks migrèrent sur le Dniepr, où il se heurtèrent aux Rus' : en 1055, le prince Vsevolod Ier de Kiev marcha sur eux pour défendre la Principauté de Pereïaslavl ; en 1060, des campagnes contre eux ont été lancées par les princes Izyaslav, Vsevolod et Vseslav de Kiev.
Au XIIe siècle, les Torks se présentèrent encore sur le Don. En 1116, les Torks et les Petchénègues se battirent sur le Don pendant deux jours contre les Coumans et les forces de Vladimir II Monomaque. En 1121, Vladimir chassa de Rus' les Berendei (en), tandis que les Torks et les Petchénègues partaient d'eux-mêmes.
Une partie des Torks, encore au XIe siècle, occupa des terres de la Rus' situées sur la rivière Ros et y soumirent les princes locaux. La capitale de ces Torks semi-sédentaires était la ville de Tortchesk (en). Un autre groupe de Torks s'installa sur la rive gauche du Dniepr, et reconnut la suzeraineté du prince de Pereïaslav. Selon les informations du XIIe siècle, ces Torks ont occupé des territoires près de la ville de Barychivka. Une partie des Torks traversa le Danube et adopta la citoyenneté byzantine.
Les Torks qui s'étaient installés au Porosye (ru) et à Pereïaslav sont devenus membres d'un ensemble de peuples turcs vassaux connu sous le nom de Tchiornye klobouki (en). C'est en tant que membres de cette alliance que les Torks ont participé à la défense des frontières de la Rus' contre les Coumans et aux campagnes militaires des princes de Kiev. Pendant l'invasion de Batu en 1240, la région de Porosye a été pillée. De nombreux tataro-mongols se réinstallèrent sur la Volga, et le reste des Torks s'assimila à la population locale slave.
Les Torks ont laissé beaucoup de traces dans la toponymie de l'Ukraine : on retrouve leur présence dans les noms des rivières Torets et Tortch, des villes Tortchesk et Toretsk, et d'un certain nombre de villages. Ils ont joué un rôle dans la formation du peuple ukrainien.

## Liens
- Torquay // Encyclopædia Britannica et Éphron : 86 c' (82, et 4 supplémentaires). — Pétersbourg., 1890-1907.